# Coquitlam
Coquitlam [koʊˈkwɪtləm] ist eine Stadt in der kanadischen Provinz British Columbia, im Großraum Vancouver am Coquitlam River gelegen. Der Name stammt aus der Sprache der ursprünglich dort ansässigen Indigenen Völker  und bedeutet „kleiner roter Fisch“.

## Geographische Lage
Die Stadt Coquitlam befindet sich ca. 10–15 km östlich von Vancouver und befindet sich am Coquitlam River, der sich mit dem Fraser River verbindet und führt weiter zu den Coquitlam und Pitt Seen. Coquitlam grenzt im Westen an Burnaby und Port Moody im Südwesten an New Westminster und Port Coquitlam südöstlich.

## Geschichte
Die ersten Bewohner der Region gehörten zu den Küsten-Salish, genauer den Coquitlam (gespr. Kwayquilam). Zwar passierte Simon Fraser die Gegend 1808, doch die europäische Besiedlung begann erst in den 1860er Jahren. Die Straße zwischen New Westminster und Port Moody verband nicht nur die beiden Städte, sondern diente auch der Erschließung der Region.
Die Zuerkennung der kommunalen Selbstverwaltung und damit die offizielle Gründung der Gemeinde erfolgte am 25. Juli 1891 (incorporated als District Municipality).
Wirtschaftlich prosperierte das Städtchen zunächst durch den Holzboom, vor allem durch die Sägemühlen von Frank Ross und James McLaren, die Fraser Mills. Jedoch bestand der Ort 1908 erst aus 20 Häusern. 1909 warben die beiden Mühlenbetreiber 110 Frankokanadier aus Québec an, 1910 weitere. Damit entstand die größte Französisch sprechende Gemeinde westlich von Manitoba. Bald wurde Maillardville gegründet, benannt nach Edmond Maillard, einem Oblaten.

## Demographie
Der Zensus im Jahr 2016 ergab für die Gemeinde eine Bevölkerungszahl von 139.284 Einwohnern, nachdem der Zensus im Jahr 2011 für die Gemeinde noch eine Bevölkerungszahl von 126.804 Einwohnern ergab. Die Bevölkerung hat dabei im Vergleich zum letzten Zensus im Jahr 2011 um 9,8 % zugenommen und liegt damit deutlich über dem Provinzdurchschnitt mit einer Bevölkerungszunahme in Britisch Columbia um 5,6 %. Im Zensuszeitraum 2006 bis 2011 hatte die Einwohnerzahl in der Gemeinde bereits überdurchschnittlich um 10,4 % zugenommen, während sie im Provinzdurchschnitt um 7,0 % zunahm.
Für den Zensus 2016 wurde für die Gemeinde ein Medianalter von 41,1 Jahren ermittelt. Das Medianalter der Provinz lag 2016 bei 43,0 Jahren. Das Durchschnittsalter lag bei 40,2 Jahren, bzw. bei 42,3 Jahren in der Provinz.

## Klima
|                       | Jan | Feb   | Mär   | Apr   | Mai   | Jun  | Jul  | Aug  | Sep  | Okt   | Nov   | Dez   |   |         |
| Mittl. Tagesmax. (°C) | 6,3 | 7,5   | 10,2  | 12,9  | 16,7  | 19,3 | 22,2 | 22,7 | 19,1 | 13,6  | 8,3   | 5,6   | ⌀ | 13,7    |
| Mittl. Tagesmin. (°C) | 1,4 | 1,6   | 3,4   | 5,3   | 8,3   | 11,0 | 13,0 | 13,4 | 10,8 | 7,2   | 3,6   | 0,9   | ⌀ | 6,7     |
|                       |     |       |       |       |       |      |      |      |      |       |       |       |   |         |
| Niederschlag (mm)     | 285 | 170,9 | 185,5 | 152,9 | 110,8 | 88,3 | 60,7 | 65,4 | 87,2 | 204,5 | 316,2 | 241,4 | Σ | 1.968,8 |

| 1,4 |

| 1,6 |

| 3,4 |

| 5,3 |

| 8,3 |

| 11,0 |

| 13,0 |

| 13,4 |

| 10,8 |

| 7,2 |

| 3,6 |

| 0,9 |

| 1,4 |

| 1,6 |

| 3,4 |

| 5,3 |

| 8,3 |

| 11,0 |

| 13,0 |

| 13,4 |

| 10,8 |

| 7,2 |

| 3,6 |

| 0,9 |

Wie überwiegend in Metro Vancouver ist das Klima eher ein Seeklima. In den Wintermonaten fallen die Temperaturen selten unter den Gefrierpunkt. Im Durchschnitt herrschen in den Wintermonaten 3 Grad Celsius. Im Frühling steigen diese im Durchschnitt auf zwischen 9 und 12 Grad Celsius. Im Sommer herrschen Temperaturen zwischen 13 und 23 Grad Celsius, sie können jedoch mehrere Tage und Wochen auch über 30 Grad Celsius ansteigen.

## Städtepartnerschaften
- Laizhou, Volksrepublik China
- Ormoc City, Philippinen
- Paju, Südkorea

## Persönlichkeiten

### In der Stadt geboren
- Frederick Ledlin (* 1963), Eishockeyspieler
- Craig Forrest (* 1967), Fußballtorwart
- Christine Larsen (* 1967), Synchronschwimmerin
- Ken Aldcroft (1969–2016), Jazz- und Improvisationsmusiker
- Garrett Burnett (1975–2022), Eishockeyspieler
- Ben Street (* 1987), Eishockeyspieler
- Jaclyn Sawicki (* 1992), philippinische Fußballspielerin
- Mathew Barzal (* 1997), Eishockeyspieler
- Addy Townsend (* 1997), Mittelstreckenläuferin
- Dante Fabbro (* 1998), Eishockeyspieler
- Lee Jong-min (* 1998), südkoreanisch-kanadischer Eishockeyspieler
- Jevon Holland (* 2000), American-Football-Spieler
- Paris O’Brien (* 2000), Eishockeytorwart

### Personen mit Beziehung zur Stadt
- Lucille Starr (1938–2020), Country-Sängerin, wuchs hier auf